# Девід Ремзі
Девід Ремзі (англ. David Ramsey, нар. 17 листопада 1971, Детройт, Мічиган) — американський актор кіно та телебачення. Найбільш відомий за ролями в серіалах «Декстер» (Антон Бріггс), «Блакитна кров» (мер Картер Пул) та «Стріла» (Джон Діггл).

## Життя та кар'єра
Ремсі народився в Детройті, штат Мічиган і був четвертим із п'яти дітей Джеральдін і Натаніеля Ремсі. Після участі у церковній п'єсі він захотів стати актором і після закінчення середньої школи Мамфорд вступив до Wayne State University. Першу роль Ремсі зіграв у фільмі «Страшний небіжчик» у 1987 році, проте велика кар'єра стартувала лише у 1995 році, коли він почав отримувати невеликі ролі у фільмах та телесеріалах. Він знявся у таких фільмах, як «Чокнутий професор», «Сімейка Бреді 2» та «Повітряна в'язниця».
2000 року він знявся в ролі Мохаммеда Алі в телефільмі «Алі: Американський герой». Також Ремсі знявся у другорядних ролях у таких серіалах, як «Західне крило», «CSI: Місце злочину» та «Та, хто говорить з привидами».
З 2008 по 2009 рік він з'явився в 17 епізодах телешоу «Декстер» у ролі Антона Бріггса, інформатора, який мав інтрижку з Деброю Морган у 3 сезоні та на початку 4 сезону. Він з'явився в епізоді серіалу «Анатомія Грей» у 2010 році.
Ремсі грав одну з головних ролей у недовговічній драмі NBC «Поза законом» у 2010 році, а у 2012 був включений до основного складу супергеройського серіалу The CW «Стріла» у ролі Джона Діггла, колишнього військового, який стає помічником Олівера у боротьбі зі злочинністю та охоронцем.
Ремсі займається бойовими мистецтвами та має чорний пояс з Джит Кун-До, він також вивчав бокс і тхеквондо, кікбоксингу його навчав Бенні Уркідес.

## Особисте життя
Одружений з Бріанною Ремзі.